# Nephepeltia aequisetis
Nephepeltia aequisetis är en trollsländeart som beskrevs av Philip Powell Calvert 1909. Nephepeltia aequisetis ingår i släktet Nephepeltia och familjen segeltrollsländor. Inga underarter finns listade i Catalogue of Life.